# Ото-манге језици
Ото-манге језици су велика језичка породица која обухвата неколико група америчких домородачких језика. Сви језици ове групе који су живи говоре се у Мексику (нарочито у провинцији Оахака), док су се данас мртви језици ове групе говорили све до Никарагве. Две највеће групе ове језичке породице, Запотечки језици и Микстечки језици, имају укупно више од 1,5 милиона говорника.

## Класификација
- Западни ото-манге
  - ото-паме-чинантек језици
    - ото-паме језици
    - чинактек језик

  - тлапанек-манге језици
- Источни ото-манге
  - пополокан-запотечки језици
  - амузго-микстечки језици

Едвард Сапир је ову породицу сврстао у тзв. хокан језичку супер-породицу, док их је Џозеф Гринберг сместио у централноамерички огранак тзв. америндијанске супер-породице.

## Особине
Сви језици ове породице имају тонски акценат.
Ови језици имају мање изражену синтетичку природу језика него што је то случај са осталим језицима централноамеричког језичког подручја.
Уобичајени ред речи у реченицама је предикат-субјекат-објекат.